# Verre imprimé
Un  verre imprimé est un verre plat qui présente au moins une face gravée. Le principal objectif est de protéger des regards indésirables tout en laissant pénétrer la lumière.

## Fabrication
Les verres imprimés sont obtenus en coulée continue. À la sortie du four de fusion la feuille de verre, par débordement, passe entre deux rouleaux lamineurs dont l’un, généralement le rouleau inférieur, ou les deux comportent une surface gravée qui s’imprime sur le verre,.

## Propriétés
Le verre imprimé est plus ou moins translucides en fonction du dessin et de la teinte choisie. Le verre imprimé peut être aussi trempé, feuilleté ou armé.

## Application
Le verre imprimé est utilisé pour son aspect décoratif et pour le contrôle de la luminosité. Il s'utilise surtout pour les portes de mobilier (placards de cuisine et de salle de bain), les portes d'intérieur, les fenêtres et les parois de douche et de bain.